# Velika Gora (Pregrada)
Velika Gora is een plaats in de gemeente Pregrada in de Kroatische provincie Krapina-Zagorje. De plaats telt 125 inwoners (2001).